# Preluca (okręg Neamț)
Preluca – wieś w Rumunii, w okręgu Neamț, w gminie Pângărați. W 2011 roku liczyła 387 mieszkańców.